# Aderus obscurus
Aderus obscurus es una especie de coleóptero de la familia Aderidae. La especie fue descrita científicamente por Thomas Broun en 1893.

## Distribución geográfica
Habita en Nueva Zelanda.